# 奈米孔洞測序

左圖是一張由幾個溶血素及雙鏈DNA連接在一起所形成複合體的示意圖。右圖則是這個複合體嵌入、穿過到奈米等級孔洞的過程示意。一旦這個複合體插入到奈米孔洞中後，溶血素就可在這個奈米系統中發揮作用

DNA通过纳米孔通道时如何产生电信号的示意图

奈米孔定序（英語：Nanopore sequencing），又稱奈米孔定序，是一種針對核酸（RNA與DNA）進行测序的第三代定序技術。
奈米孔定序技術不同於過去的基因定序技術，無須對樣品進行聚合酶链式反应或化學標記即可對一條DNA或RNA分子進行定序。奈米孔定序可以相對低廉的成本對個體進行基因型分型，並具可攜帶性高、樣品處理的過程簡易快速與可以即時分析結果等優點。目前奈米孔定序已被廣泛應用在各種領域，如病原體的快速檢測、監測伊波拉病毒爆發的情況、環境微生物監測、食品安全監控、人類基因體定序、植物基因體定序、抗生素抗藥性檢測 、單倍型分析及其他相關應用。

## 核心原理
将一种纳米级别的孔状蛋白嵌入脂质双分子层，置于一个微孔结构中，并在孔的两侧制造电压，驱动 DNA 序列穿过纳米孔形成信号。利用库尔特原理，当 DNA 分子序列穿过纳米孔道时，不同 DNA 碱基将产生不同的电阻，从而产生变化的电流。纳米孔测序仪根据检测到的电流变化，就能够识别出相应的碱基种类，从而测定 DNA 分子的序列。
单个纳米孔的测序速度由 DNA 序列穿过蛋白孔的速度决定，测序体系中配套了相应的酶来控制过孔速度。当在测序芯片上设置大量这样的微型孔道，它们同时并行工作，就可以实现中、高通量的纳米孔测序。
该技术最早在 1996 年，由 John J. Kasianowicz、Eric Brandin、Daniel Branton、David W. Deamer 等人提出，并在 2015 年由 Oxford Nanopore Technologies 首次实现商用。
为将测序仪采集到的复杂电流信号转换为 DNA 序列，需要经过碱基识别（Basecalling）的过程。在纳米孔测序中，该过程通常借助机器学习方法，使用预训练的深度神经网络完成。

## 技术特点
相较于其他测序技术，纳米孔测序：
- 仪器构造简单，单次运行成本低，无需凑样
- 体积小，可便携，扩展了测序使用场景
- 可测得Mb级超长读长，利于后续拼接、组装以及注释
- 测序过程中无需进行合成，速度快
- 可边测序边输出结果进行同步分析，获得有效结果后随时中止测序

但受限于技术原理，纳米孔测序的准确率不能达到二代测序的水平，研究者通常会同时使用二代测序结果和纳米孔测序结果进行组装，来获取更准确全面的测序结果。

## 应用场景

### 微生物研究

#### 微生物基因组组装
纳米孔基因测序读长长，更容易覆盖复杂区域和结构变异区域，且获得的长片段之间可以有更多的交叉重叠区域，更有利于组装获取正确的碱基顺序，得到短片段测序难以组装的重复序列等的准确序列，便于组装获得更完整的微生物基因组或完整的质粒，对其中的耐药、毒力等相关功能元件进行精细化的构成分析。

### 临床研究

#### 肿瘤研究
纳米孔基因测序可同时鉴定肿瘤相关的SNP、InDel、融合基因、复杂重排等信息，还可以基于长片段序列鉴定基因表达差异和isoform信息，全面综合地获取患者的突变、肿瘤突变负荷或表达信息，更有利于患者的用药与治疗，提升患者生存率等。长读长的特点在鉴定复杂长片段序列信息，比如结构变异、复杂重排、HLA分型等单体型分型场景，更具应用优势。

#### 感染性疾病研究
针对感染性样本，基于宏基因组或靶向富集的核酸文库的长片段测序，可获得更长的病原基因组序列信息，有利于提升病原物种鉴定能力，并有效检测耐药基因和毒力基因等，进而准确诊断患者感染类型。通过实时测序与数据分析，更有利于危重感染患者及时获得检测结果，便于及早进行治疗介入，提升患者生存率和降低治疗成本。

### 人类研究

#### SNP/InDel鉴定
单核苷酸多态性位点（SNP）和插入缺失位点（InDel）与众多类型的肿瘤和遗传病直接相关，也是祖源信息、特定表型信息等人类地理或表型特征具有代表性的标志物，SNP/InDel检测广泛应用于遗传病和肿瘤研究、人群研究、法医身份信息鉴定等多场景。使用纳米孔测序鉴定人类基因组SNP/InDel，有望探索与挖掘更多SNP/InDel与疾病和表型关联的可能性。

#### 目标片段单体型分型
单体型是基因组上紧密连锁的一段区域，一般不发生重组，倾向整体遗传给后代。获得个体目标区域单体型信息，有利于解析遗传突变来源。传统测序技术分析单体型一般是通过人群频率计算或者短片段组装的方法，具有复杂度高和准确性差的短板。使用纳米孔长片段测序技术，可以更轻松的获得目标区域的单体型信息。

#### 转录组研究
过去的十几年里，传统RNA测序技术已经成了转录组研究不可或缺的工具，但传统测序技术在鉴定全长转录本以及mRNA可变剪切产生的不同isoform时，由于片段较短的限制（特别是在不同基因具有相似序列信息时），难以获得全面准确的信息。使用纳米孔长片段测序技术，可以更全面准确地获得全长转录本与不同isoform的信息，与单细胞测序技术联合应用也可获得单细胞水平转录本特征。

#### 结构变异鉴定
结构变异一般超过50bp，类型包括缺失、重复、倒位、易位与复杂重组等，其类型和大小极其多样化。使用纳米孔长片段测序技术，能够更全面准确地解析复杂区域信息，挖掘结构变异的价值。

## 技术进展
Oxford Nanopore Technologies 在2023年12月7日的新闻报道中，宣布单分子测序的准确率中位数已达到 Q28 (99.8 %) 水平，且测得的单条 Q30 (99.9 %) read 最长达到1.1 M。